# Cézium-hexafluorokuprát(IV)
A cézium-hexafluorokuprát(IV) ritka példája a +4 oxidációs számú rezet tartalmazó vegyületeknek, képlete  Cs2CuF6. Szobahőmérsékleten vörös színű, szilárd anyag. CsCuCl3 cézium-klorid és fluor reakciójával lehet előállítani nagy nyomáson:
2 CsCuCl3 + 2 CsF + 5 F2 → 2 Cs2CuF6 + 3 Cl2

## Fordítás
- Ez a szócikk részben vagy egészben  a   Caesium hexafluorocuprate(IV) című angol Wikipédia-szócikk fordításán alapul.  Az eredeti cikk szerkesztőit annak laptörténete sorolja fel. Ez a jelzés csupán a megfogalmazás eredetét és a szerzői jogokat jelzi, nem szolgál a cikkben szereplő információk forrásmegjelöléseként.

## További információ
- (1973) „Vierwertiges Kupfer: Cs2[CuF6]”. Angewandte Chemie 85 (13), 590. o. DOI:10.1002/ange.19730851312.
- (1987) „Fluoride mit Kupfer, Silber, Gold und Palladium”. Angewandte Chemie 99 (11), 1120. o. DOI:10.1002/ange.19870991105.
- (2003) „Complexes of Copper in Unstable Oxidation States”. Russian Journal of Coordination Chemistry 29 (11), 743. o. DOI:10.1023/B:RUCO.0000003432.39025.cc.
- (1984) „Some physical properties of d-transition metal fluorides in unusual oxidation states”. Journal of Fluorine Chemistry 25, 83. o. DOI:10.1016/S0022-1139(00)81198-7.